# Proteostrenia atrata
Proteostrenia atrata är en fjärilsart som beskrevs av Alfred Ernest Wileman 1911. Proteostrenia atrata ingår i släktet Proteostrenia och familjen mätare. Inga underarter finns listade i Catalogue of Life.